# Myōkō-klass
Myōkō-klass (妙高型巡洋艦 Myōkō-gata jun'yōkan?) var en klass av fyra tunga kryssare som byggdes för den kejserliga japanska flottan i slutet av 1920-talet. Tre av kryssarna sänktes under andra världskriget.
Fartygen var den första klassen av tunga kryssare som byggdes i Japan under begränsningarna från Washingtonfördraget. Dessa begränsningar innebar att deplacementet maximalt fick vara 10 000 ton och beväpningen inte fick vara grövre än kanoner med en kaliber på 203 millimeter. Fartygen hade från början ett officiellt deplacement på 10 000 ton, något som kom att öka markant efter ombyggnationer och moderniseringar under 1930-talet till 13 000 ton. Fartygen var 203,76 meter långa över allt och hade en största bredd på 17,34 meter. Maskineriet med tolv ångpannor och 4 växlade ångturbiner utvecklade en effekt på 130 000 hästkrafter, detta gav fartygen en maximal fart på 35,5 knop. Huvudbeväpningen bestod av 10 stycken 20 centimeters kanoner i fem dubbeltorn. På den tiden var detta den tyngsta beväpning av någon kryssarklass i världen var utrustad med.

## Fartyg i klassen

### Myōkō
Påbörjad: 25 oktober 1924, Sjösatt: 16 april 1927, Tagen i tjänst: 31 juli 1929, Borrad i sank: 8 juli 1946

### Nachi
Påbörjad: 26 november 1924, Sjösatt: 15 juni 1927, Tagen i tjänst: 26 november 1928, Sänkt: 4 november 1944

### Haguro
Påbörjad: 16 mars 1925, Sjösatt: 24 mars 1928, Tagen i tjänst: 25 april 1929, Sänkt: 16 maj 1945

### Ashigara
Påbörjad: 11 april 1925, Sjösatt: 22 april 1928, Tagen i tjänst: 20 augusti 1929, Sänkt: 8 juni 1945